# Natalia Sánchez
Natalia ("Nati") Sánchez Echeverri (ur. 20 maja 1983) – kolumbijska łuczniczka, brązowa medalistka świata. Startuje w konkurencji łuków klasycznych. Olimpijka z Pekinu.
Największym jej osiągnięciem jest brązowy medal mistrzostw świata w Ulsan (2009) indywidualnie (przegrała w półfinale z Koreanką Joo Hyun-Jung, a w meczu o brąz pokonała Polką Karinę Lipiarską). 
Złota medalistka Igrzysk Panamerykańskich 2007.